# Cäsar Denner
Julius Cäsar Denner (* 12. Juli 1846 in Biel; † 18. Februar 1914 in Zürich) war ein Schweizer Kaufmann und Unternehmer der Gründerjahre, Inhaber einer Engros- und Detailhandelskette in Zürich und Umgebung. Der Name der drittgrössten Schweizer Detailhandelskette Denner geht auf ihn zurück.

## Familie
Die Familie Denner stammt aus Cannstatt in Baden-Württemberg. Der Vater von Cäsar Denner, Friedrich Emanuel Denner (1808–1868), wurde in Cannstatt geboren, wanderte später in die Schweiz ein und wurde Progymnasiallehrer in Biel. Er wurde 1844 mit Familie in Biel eingebürgert. Julius Cäsar Denner (den ersten Vornamen gebrauchte er später nicht mehr) wurde am 12. Juli 1846 in Biel geboren. Eine Schwester von Cäsar Denner, Fanny Heger-Denner, war die Mutter des deutschen Komponisten und Dirigenten Robert Heger. Cäsar Denner ist auf dem Friedhof Enzenbühl (Stadt Zürich) begraben.

## Consumgesellschaft Denner & Co.
Heinrich Reiff gründete 1860 der Firma „Reiff-Schwarz & Co., Mercerie und Spezereihandel engros“. 1863 wurde Jakob Pfister in die Firma aufgenommen und der Name wurde gewechselt in „Consum-Gesellschaft Glarus-Rapperswil von Reiff-Schwarz & Co. Kolonialwaren mit Filialbetrieb“. Heinrich Reiff starb 1870. Seine Witwe Dorothea Reiff-Schwarz trat in die Firma ein, welche hauptsächlich im Gebiet des oberen Zürichsees, im Kanton Glarus, und später auch im Zürcher Oberland Filialen der Kolonialwarenbranche führte.
Cäsar Denner heiratete am 1. September 1880 in Zürich Fanny Reiff, die Tochter von Heinrich Reiff und Dorothea Reiff-Schwarz. 1881 wurde er Solidarteilhaber an der Firma Reiff-Schwarz & Co und übernahm die Anteile der Witwe Reiff, welche sich aus dem Geschäft zurückzog. Die beiden Teilhaber führten das Geschäft sieben Jahre lang gemeinsam, teilten es dann aber 1888 unter sich auf, wobei die Filialen von Jakob Pfister neu unter dem Namen „Pfister & Co, Consumgesellschaft“ und die Filialen von Cäsar Denner als „Denner & Co, Consumgesellschaft“ als zwei eigenständige Betriebe geführt wurden. 
Die Firmen verlegten ihre Haupttätigkeit nach Zürich und Umgebung, da die Landfilialen aufgrund der hohen Transportkosten wenig rentierten. Zudem mussten sie sich gegen die in den 1890er Jahren aufkommenden Genossenschaften wehren. Das ursprüngliche System der Kolonialwaren wurde nach und nach ergänzt mit Weinhandel, einer Kaffeerösterei, Brennstoff- und Engroshandel. In vielen Quartieren Zürichs bestanden Konsumläden von Pfister & Co (unter dem Namen „Consum Bär“ bzw. „Consum Bär-Pfister“) und von Denner und Co. (Consum Denner) nebeneinander. 
Cäsar Denner verstarb in Zürich am 18. Februar 1914. Nach seinem Tod wurde Denner & Co. von seinem Sohn Hans Denner weitergeführt. Die Wirtschaftskrise Ende der 1920er Jahre, der schlechte Geschäftsgang und die Konkurrenzsituation (nicht nur mit den Genossenschaften, sondern neu auch mit der Migros) zwangen Hans Denner 1935 zur Umwandlung des Geschäfts in eine Aktiengesellschaft. 
Als Folge des Zweiten Weltkriegs und der unmittelbaren Nachkriegssituation geriet die Consumgesellschaft Denner & Co. AG in Liquiditätsschwierigkeiten. 1946 übernahm die Import und Grosshandels AG (IGA), an welcher Karl Schweri beteiligt war, die vier Geschäfte „Consumgesellschaft Denner & Co. AG“, „Kaufhaus-Genossenschaft“, „Consum Bär-Pfister“ und „Sommer AG“. Wegen interner Konflikte wurde Karl Schweri noch im gleichen Jahr ausgebootet. Letzterer kaufte heimlich IGA-Aktien, tauchte 1951 als Mehrheitsaktionär wieder auf und setzte seinerseits die ehemaligen Partner vor die Tür. 
Da bei der Übernahme der Consumgesellschaft Denner & Co. AG durch die IGA Name und Goodwill mitverkauft worden waren, führte die IGA die übernommenen Filialen der verschiedenen Gesellschaften unter dem bekannten Namen „Denner“ weiter, obwohl kein Nachkomme von Cäsar Denner an der Gesellschaft mehr beteiligt war. 1968 wurde die IGA offiziell in „Denner AG“ umgewandelt.